# Antoine-François Botot Dangeville
Pour les articles homonymes, voir Dangeville.
Antoine-François Botot, dit Dangeville, est un danseur, maître de danse et maître de ballet français né à Paris le 26 mai 1681 et mort dans sa ville natale le 31 janvier 1757.
Frère de l'acteur Charles Botot Dangeville, il débuta à l'Académie royale de musique en 1701 et prit sa retraite en 1748, mais resta membre de l'Académie royale de danse jusqu'à sa mort. Campardon a donné la liste impressionnante des rôles qu'il a dansés pendant 47 ans. Durant plusieurs années, il composa les ballets de la Comédie-Française.
En 1707, il avait épousé Anne-Catherine Desmares, actrice du Théâtre-Français, avec laquelle il eut une fille, Mlle Dangeville, l'une des gloires de ce théâtre, ainsi que deux fils également acteurs.